# Thijs van Berckel
Mathias George Maria (Thijs) van Berckel (Amsterdam, 26 augustus 1928 – 's-Hertogenbosch, 28 februari 2021) was een Nederlands politicus van de KVP en later het CDA.
Thijs van Berckel was een telg uit het geslacht Van Berckel. Zijn vader, Th.L. (Bob) van Berckel (1889-1973), was vicepresident van het gerechtshof in Amsterdam en later president van het gerechtshof in Den Haag. Zijn moeder, A.L.A.M.H. (Wies) Regout (1893-1958), was een dochter van de fabrikant Jules (I) Regout. Zelf ging Thijs van Berckel, na het gymnasium te hebben gedaan op het Haags Lyceum, in 1949 als adjunct-commies werken op de gemeentesecretarie van Wateringen. Vanaf 1954 was Van Berckel werkzaam op de gemeentesecretarie van Berkel en Rodenrijs. In 1957 werd hij benoemd tot commies op de gemeentesecretarie van de gemeente Renkum, waar hij ook chef van het kabinet van de burgemeester werd. In december 1962 werd Van Berckel de burgemeester van Aardenburg en in 1972 volgde zijn benoeming tot burgemeester van Mill en Sint Hubert. Vanaf 1981 tot zijn pensionering in 1993 was hij de burgemeester van Geldrop. Daarna was hij in 1994 waarnemend burgemeester van Rosmalen en vanaf 1995 nog enige tijd de waarnemend burgemeester van Bergeijk.
Verder was hij betrokken bij tal van maatschappelijke organisaties. Zo was Van Berckel van 1974 tot 1999 de voorzitter van de Nationale Vereniging de Zonnebloem.
Van Berckel werd in 1993 benoemd tot Officier in de Orde van Oranje-Nassau. Van Berckel trouwde in 1963 met mr. Marijke Wreesmann (1934-2013) met wie hij drie zonen kreeg. Hij overleed op 92-jarige leeftijd te 's-Hertogenbosch.